# Emil Zimmermann (Maler)
Emil Zimmermann (* 31. Juli 1858 in Kassel oder (nach Boetticher) in Marburg (Lahn); † 9. Dezember 1898 in Kassel) war ein romantischer deutscher  Maler. Er war Mitglied der Willingshäuser Malerkolonie.

## Leben
Emil Zimmermann besuchte das Gymnasium Laurentianum in Arnsberg und dann das Gymnasium in Kassel. Er wurde zusammen mit dem späteren Kaiser Wilhelm II. während seiner Gymnasialzeit in Kassel im Zeichnen unterrichtet. Im Anschluss an seine Gymnasialzeit besuchte er zunächst die Kunsthochschule Kassel, um anschließend 1880 an die Kunstakademie Düsseldorf zu wechseln. 1884 kam er auf Anregung Düsseldorfer Maler erstmals nach Willingshausen. Emil Zimmermann stellte seit 1888 in München, Dresden und Berlin aus. Es folgten zunächst jährliche längere Aufenthalte in Willingshausen. Schließlich, in den letzten Jahren seines Lebens, verbrachte er in Willingshausen stets die Wintermonate.

## Werk
Emil Zimmermann malte Landschaften, die mit Menschen in der Schwälmer Tracht bei der Ernte und beim Pflügen belebt wurden. Zudem ergänzte er seine Landschaftsbilder mit Schafherden und Kuhgespannen. Seine Bilder sind alle gekennzeichnet durch einen ihm eigenen, lichten silbrigen Farbton.

## Werkauswahl
- Antrefftal
- Im Feld bei Willingshausen
- Bauernhof
- Der Pflüger

## Werke in Sammlungen
- Neue Galerie in Kassel
- Malerstübchen in Willingshausen
- Kunstsammlung Düsseldorf „Der Pflüger“